# Tulčík
Tulčík és un poble i municipi d'Eslovàquia. Es troba a la regió de Prešov, al nord del país.

## Història
La primera referència escrita de la vila data del 1248.

## Demografia
| Godina             | 1994 | 2004   | 2014   | 2024   |
| ------------------ | ---- | ------ | ------ | ------ |
| Nombre de persones | 1271 | 1304   | 1327   | 1334   |
| Diferència         |      | +2,59% | +1,76% | +0,52% |

| Godina             | 2023 | 2024   |
| ------------------ | ---- | ------ |
| Nombre de persones | 1324 | 1334   |
| Diferència         |      | +0,75% |